# Wawrzyniec Gucewicz
Wawrzyniec Gucewicz, lit. Laurynas Gucevičius herbu Syrokomla (ur. przed 5 sierpnia 1753 w Migańcach, zm. 21 grudnia 1798 w Wilnie) – polsko-litewski architekt, przedstawiciel klasycyzmu, profesor Uniwersytetu Wileńskiego, uczestnik powstania kościuszkowskiego.

## Pochodzenie
Pochodził z litewskiej rodziny chłopskiej. Urodził się we wsi Migańce w parafii kupiskiej, jako syn Szymona Masulisa i Katarzyny Masulowej (lit. Simonas Masiulis i Kotryna Masiulienė). Został ochrzczony 5 sierpnia 1753. Wpis na jego temat w księdze parafialnej brzmi po łacinie: baptisavi infantem n(omi)ne Laurentium patris Symoni Masulis et Matris Catharinae Masulowa de villa Migance (ochrzczono dziecko o imieniu Wawrzyniec z ojca Szymona Masulis i matki Katarzyny Masulowej ze wsi Migańce). Nazwisko Gucewicz pochodziło od matki chrzestnej, która później poślubiła jego ojca. Używany w litewskiej historiografii dodatek Stuoka (lit. Laurynas Stuoka-Gucevičius) nie był przez niego stosowany. 11 listopada 1790 został uszlachcony (herb Syrokomla). Testament sporządził w języku polskim i podpisał jako Wawrzyniec Montrym Gucewicz Professor Architektury.

## Lata szkolne
Edukację rozpoczął w Poniewieżu, w szkole prowadzonej przez pijarów. Choć rodzina utraciła majątek podczas pożaru, udało mu się zdobyć zgodę ojca na swoją dalszą edukację. Udał się do Wilna z zamiarem nauki w Szkole Głównej Litewskiej, jednak nie miał na to dość pieniędzy. Postanowił zostać misjonarzem, trafił do seminarium diecezjalnego. Na tę decyzję wpływ miał poznany przez Gucewicza biskup Ignacy Jakub Massalski, który stał się z czasem mecenasem przyszłego architekta, akceptując jego decyzję rezygnacji z kariery duchownego. Zabrał go w podróż zagraniczną, wyposażając w skromne środki. Gucewicz kilka miesięcy spędził w Hamburgu (w tym czasie zainteresował się podobno kabałą). Poznał posła duńskiego z Warszawy. Ten, oczarowany młodym człowiekiem, zaproponował mu posadę nauczyciela swych dzieci. Gucewicz udał się do Kopenhagi, poznał tamtejsze środowisko naukowe. Wkrótce przypomniał sobie o nim biskup Massalski i wysłał na studia do Paryża, gdzie został polecony najlepszym architektom - uczył się u Pierre'a Patte'a, Claude'a Nicholasa Ledoux, Jacques'a Germain Soufflota i Jeana-Baptiste'a Rondeleta, słuchał publicznych wykładów w królewskiej akademii sztuk i w szkole Jacques'a-François Blondela. Z Paryża udał się do Rzymu i po czterech latach wojaży wrócił na Litwę.

## Okres wileński
Po powrocie na Litwę Gucewicz skończył budowę pałacu w Werkach (1770–1790). Od 1777 do 1790 roku prowadził przebudowę katedry wileńskiej (przedstawiony królowi Stanisławowi Augustowi projekt nagrodzony został medalem Merentibus). W 1785 przebudował ratusz w Wilnie. 11 listopada 1790 na Sejmie otrzymał szlachectwo (herb Syrokomla), od tego czasu miał zacząć się podpisywać Montrym-Gucewicz. Od biskupa Massalskiego otrzymał w dożywocie część ziemi w folwarku Bernatek w starostwie Szeszole, powiecie Bracławskim i na 50 lat kamienicę w Wilnie przy ulicy Świętojańskiej. Gdy w Wilnie została założona Szkoła Inżynierów Korpusu Litewskiego, został tam profesorem architektury i topografii. W latach 1793–1794 oraz 1797–1798 był profesorem Uniwersytetu Wileńskiego, kierownikiem katedry architektury. Był członkiem sprzysiężenia, przygotowującego wybuch powstania kościuszkowskiego na Litwie. W powstaniu kościuszkowskim w 1794 roku zaciągnął się do pospolitego ruszenia, został ranny przy Woronowie, a następnie wrócił do Wilna. W Wilnie doszła go wieść o śmierci swego protektora biskupa Massalskiego, co bardzo przeżył.
Zmarł nagle 21 grudnia 1798 w Wilnie, prawdopodobnie na skutek upadku z rusztowania podczas prac przy renowacji kaplicy św. Kazimierza w tamtejszej katedrze. Został pochowany na cmentarzu przy kościele św. Stefana w Wilnie, jednak dokładne miejsce nie jest znane, gdyż cmentarz zlikwidowano w 1865 przez władze carskie. Przy kościele znajduje się współczesna tablica upamiętniająca Gucewicza, zawierająca błędną datę jego śmierci: „D. O. M. Tu w Bogu spoczywa Wawrzyniec Gucewicz Architekt Profesor Akademii Wileńskiej zmarły w 1789 roku w 45 swojego życia prosi o westchnienie do Boga za swoją duszę”. Tablica ta ma charakter symboliczny.

## Prace
Zaprojektował ratusz w Wilnie, katedrę w Wilnie (do 1790 roku), pałac biskupi w Wilnie (pałac Napoleona), niektóre budynki zespołu pałacowego w Werkach (rozpoczęte przez Marcina Knakfusa – centralny pałac, pawilon i karczmę), ratusz w Widzach (obecnie Białoruś), katedrę w Mejszagole, kościół-rotundę w Suderwie, kościół w Janowie pod Kownem, dom Karpiów przy ul.Trockiej w Wilnie i inne.

Jego architekturę charakteryzuje monumentalność oraz majestatyczność form, optymalna więź budynku z otoczeniem. Gucewicz był także zwolennikiem funkcjonalności i unikał stosowania zbędnej dekoracji. Pełny tego obraz widzimy w gmachu ratusza wileńskiego. Jasna barwa, gładkie podpory, wysunięty portyk, silny akcent fasady, oszczędność w dekoracji są podstawowymi cechami neoklasycyzmu Gucewiczowskiego. Jego twórczość wywarła wielki wpływ na większość architektów okresu klasycyzmu na Litwie, wyrosłego z obywatelskiego ducha rewolucji francuskiej. 

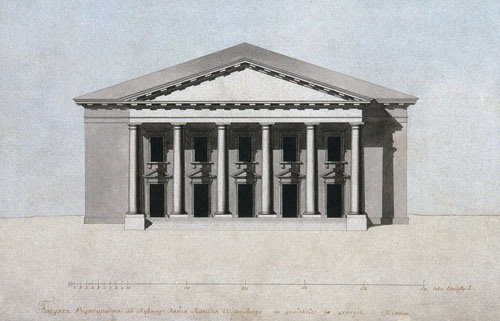
Ratusz w Wilnie
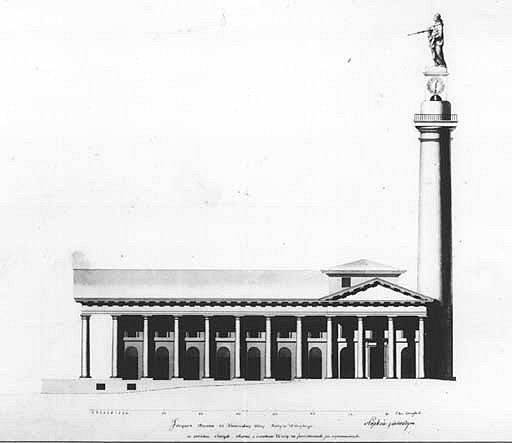
Pierwszy projekt ratusza w Wilnie
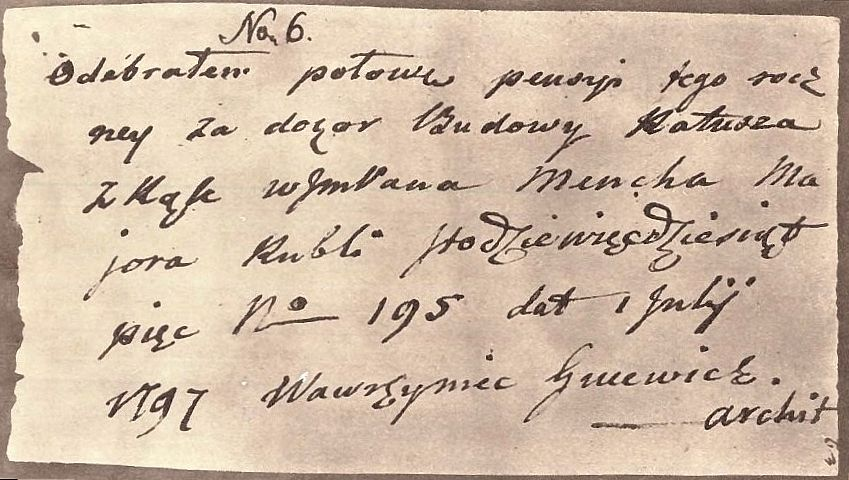
Pokwitowanie w języku polskim za nadzór nad budową ratusza w Wilnie
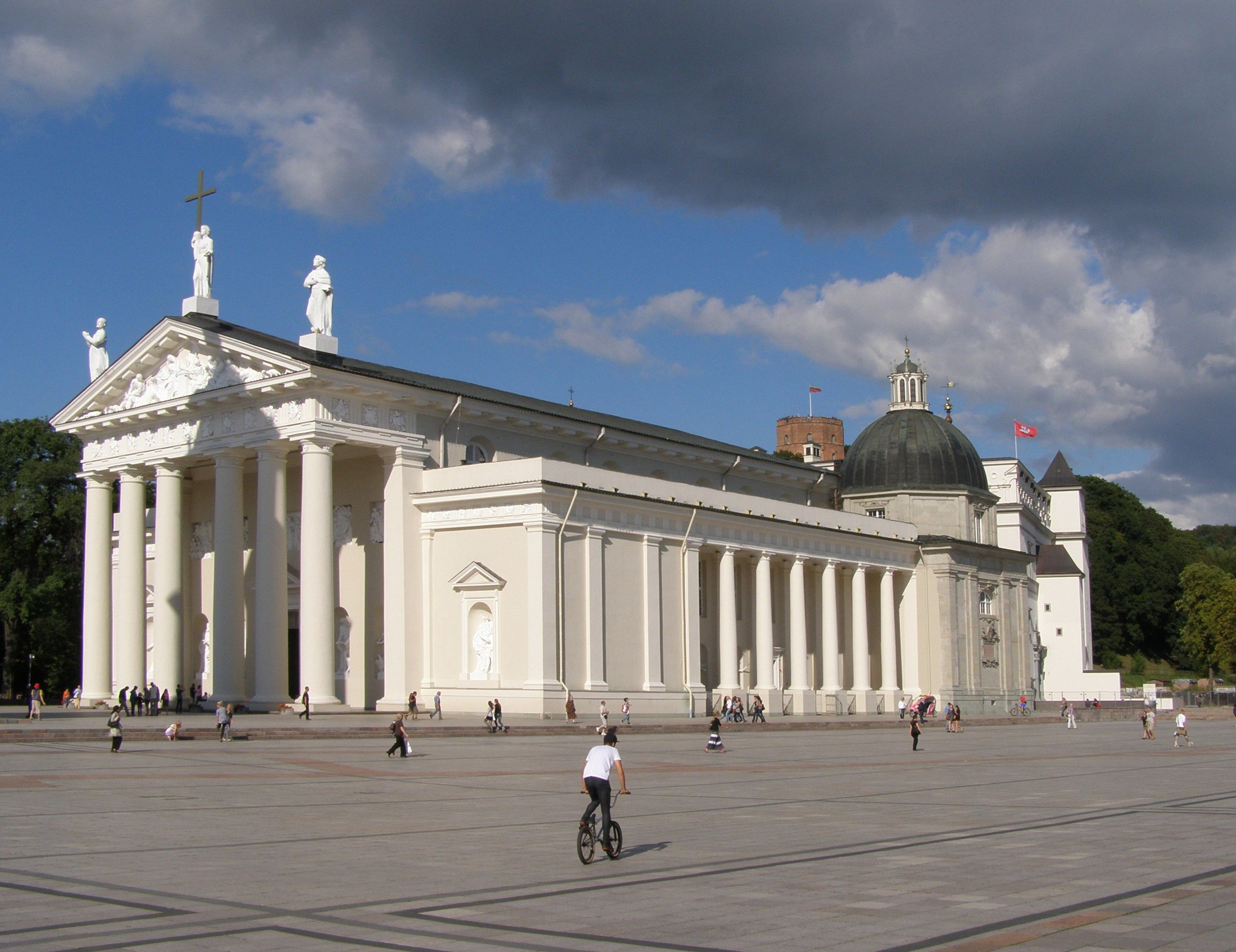
Katedra w Wilnie
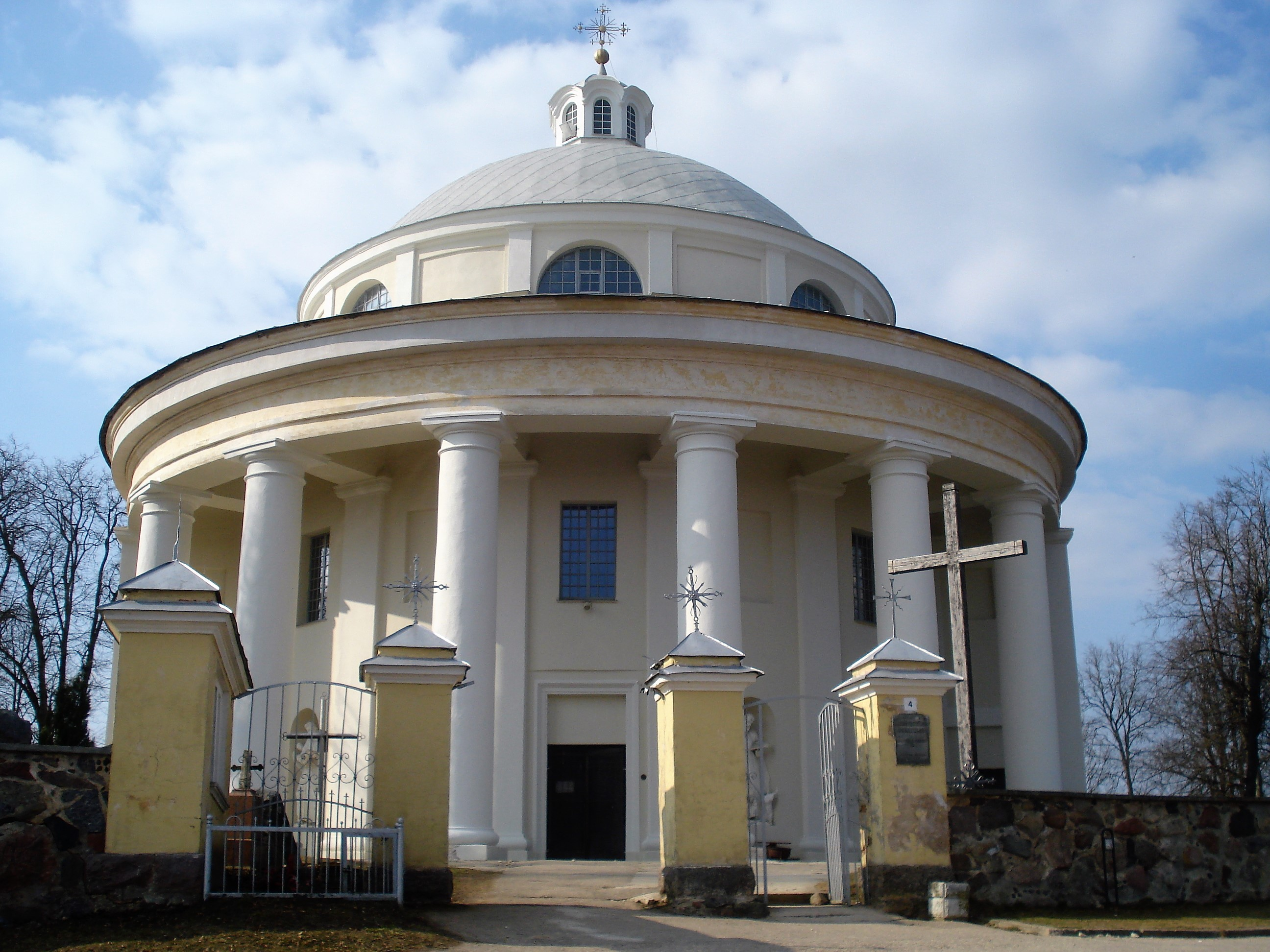
Suderwa - kościół
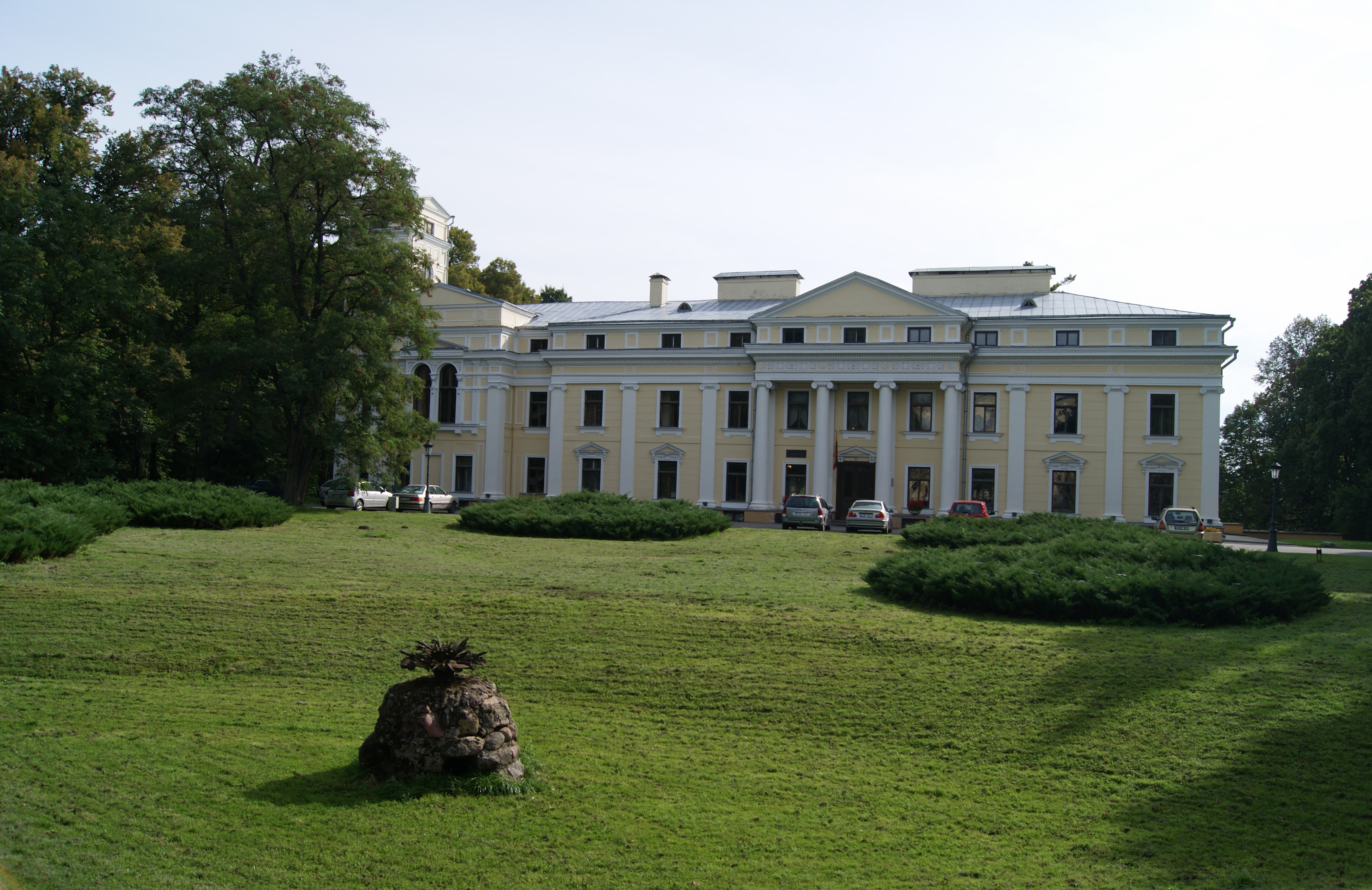
Pałac w Werkach